# Швебиш Гминд
Швебиш Гминд (њем. Schwäbisch Gmünd) град је у њемачкој савезној држави Баден-Виртемберг. Једно је од 42 општинска средишта округа Осталб. Према процјени из 2010. у граду је живјело 60.682 становника. Посједује регионалну шифру (AGS) 8136065. 

## Географски и демографски подаци
Швебиш Гминд се налази у савезној држави Баден-Виртемберг у округу Осталб. Град се налази на надморској висини од 321 метра. Површина општине износи 113,8 km². У самом граду је, према процјени из 2010. године, живјело 60.682 становника. Просјечна густина становништва износи 533 становника/km².

## Међународна сарадња
| Мјесто        | Држава               | Врста сарадње | Од    |
| ------------- | -------------------- | ------------- | ----- |
| Бетлехем      | САД                  | партнерство   | 1991. |
| Секешфехервар | Мађарска             | партнерство   | 1991. |
| Барнсли       | Уједињено Краљевство | партнерство   | 1971. |
|               | Француска            | партнерство   | 1976. |
| Фаенца        | Италија              | партнерство   | 2001. |
| Извор         |                      |               |       |